# Nick Folk
Nick Folk (født 5. november 1984 i Hollywood, Californien, USA) er en amerikansk footballspiller, der spiller i NFL som place kicker for New York Jets. Folk kom ind i ligaen i 2007 og har tidligere spillet for Dallas Cowboys.
Folk blev efter sin første sæson i ligaen udtaget til Pro Bowl 2008.

## Klubber
- 2007-2009: Dallas Cowboys
- 2010-: New York Jets